# Federico Fazio
Federico Julián Fazio (Buenos Aires, 17 de março de 1987) é um futebolista argentino que atua como zagueiro pelo clube italiano Salernitana.

## Carreira
Fazio iniciou sua carreira no futebol pelo Ferro Carril Oeste, de seu país natal, a Argentina. O defensor também atuou pelo Ferro Carril pela base.
Transferiu-se para o Sevilla em janeiro de 2007, por apenas 800 mil dólares.
Em 2014, após quase 200 jogos na Espanha, foi vendido ao Tottenham por 10 milhões de euros.
Após uma temporada e meia, foi transferido novamente ao Sevilla, desta vez por empréstimo de meia temporada.
Depois de voltar do Sevilla, foi emprestado à Roma por uma temporada, com uma taxa de empréstimo de 1 milhão e 200 mil euros.
Em 1° de julho de 2017, a Roma exerceu a opção de compra do jogador, pagando 3 milhões e 200 mil euros ao Tottenham para contar com Fazio em definitivo.

## Títulos
Sevilla
- Supercopa da Espanha: 2007
- Copa do Rei: 2009–10
- Liga Europa da UEFA: 2013–14

Argentina Sub-23
- Medalha de ouro nos Jogos Olímpicos: 2008